# Qarqar
Qarqar o Karkar fue una ciudad de Siria, en el reino de Hamath, a la orilla del Orontes, asociada generalmente al sitio arqueológico de Tell Qarqur, al borde del Orontes, excavada desde 1993 por un equipo estadounidense. Las excavaciones han descubierto restos de diferentes períodos de la ciudad incluido del tiempo de la batalla de Qarqar (853 a. C.) y unas impresionantes murallas defensivas de la ciudad de la Edad del Hierro. La Batalla de Qarqar (o Karkar) fue el hecho más importante de la ciudad, se libró en el 854 a. C. o, más probablemente, en el 853 a. C. cuando el ejército de Asiria, dirigido por el rey Salmanasar III, se enfrentó a un ejército de "doce reyes" aliados cerca de la ciudad; dirigía a los aliados sirios Hadadezer de Damasco también llamado Adad-idr o Ben-Hadad II, y los segundos en el mando eran Irhuleni de Hamath y Acab, rey de Israel. Esta batalla es notable por haber tenido un mayor número de combatientes que cualquier batalla previa, y por ser la primera vez que algunas poblaciones aparecen en la historia escrita, como ocurre con los árabes. El monolito de Kurkh, que describe la batalla, cita por primera vez a los árabes.